# Midebdo
Midebdo là một tổng thuộc  Noumbiel (tỉnh) ở đông nam Burkina Faso. Thủ phủ là thị xã Midebdo. Dân số năm 2006 là 10.444 người..

## Các làng xã
Amimbiri, Beboula, Bielmira, Bonkossera, Boulignora, Boulompera, Bounoubara, Dapladio, Diattara, Diebroudouo, Dimenemina, Diomena, Dobena, Dongdona, Farakouora, Foumbira, Founfouna, Gbingbina, Guilakoura, Guilegnora, Halahera, Intohini, Kalambouro, Kankoera, Kpanhila, Kpantianao, Malampoupera, Napindouo, Nioyo, Niperdouo, N'kampira, Ormitara, Ouele-Oulelena, Pampouna, Pobouro, Poltianao, Siliendouo-Rintimina, Similaopom Sinaperdouo, Taperdouo, Tiafandouo, Tibeldouo, Tilampira, Tilpera, Timboura-Birifor, Timboura–Lobi, Tinhira, Tinkiro, Tokera-Bankoro, Tokera-Tiemourou và Torkouora.